# Heinrich-Heine-Denkmal (Europa-Kolleg Hamburg)

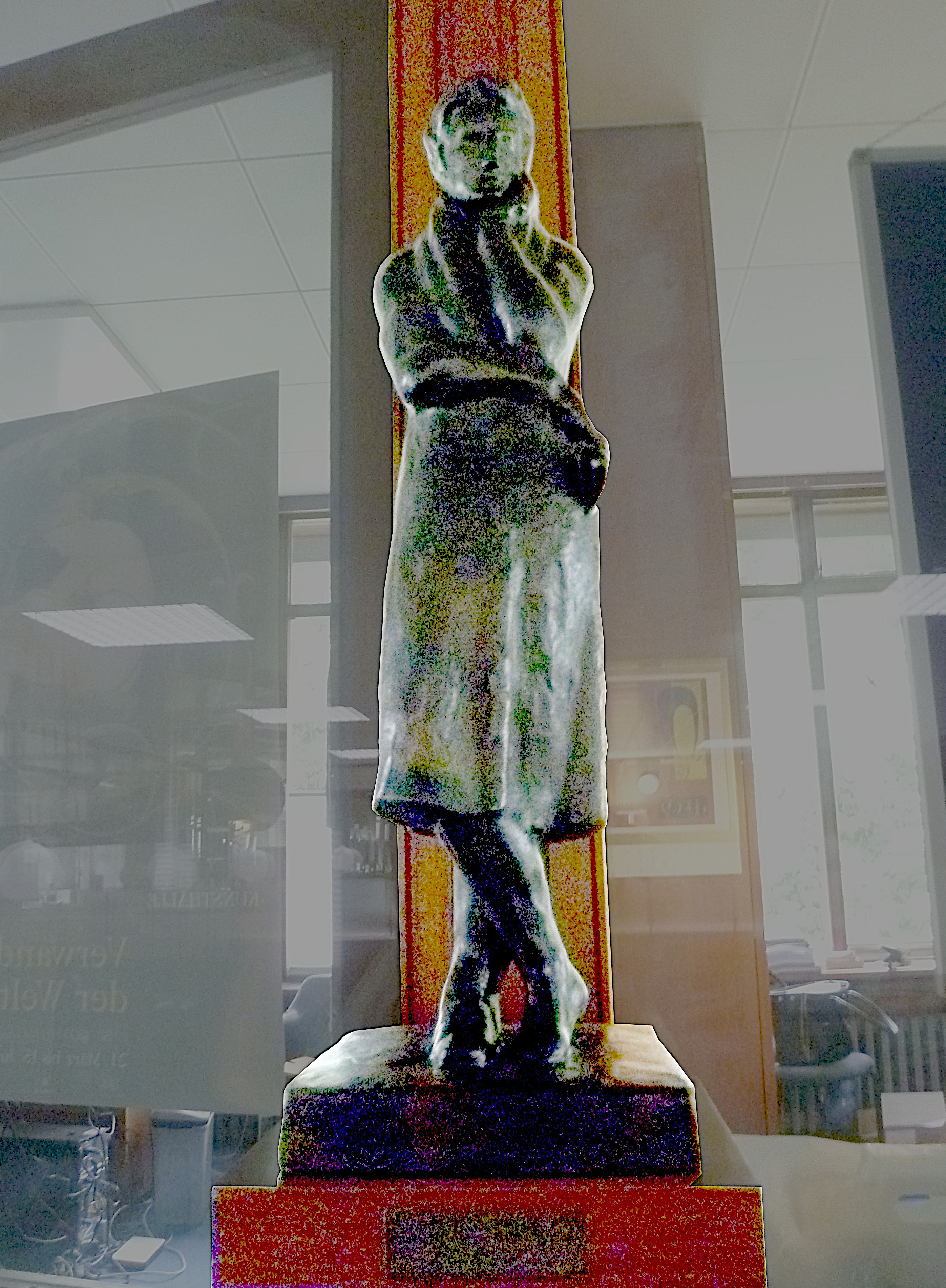
Heinrich-Heine-Denkmal im Europa-Kolleg Hamburg

Das Heinrich-Heine-Denkmal im Europa-Kolleg in Hamburg Groß-Flottbek ist ein 80 cm hohes Bronzestandbild des Dichters (nach einem Bozzetto von Hugo Lederer), ein Geschenk des Senats der Freien und Hansestadt Hamburg aus dem Jahr 1956. Es ist im Gebäude Windmühlenweg 27 auf der Galerie der Eingangshalle vor dem Sekretariat aufgestellt.

## Beschreibung
Die Statue ist aus Bronze, patiniert, hohl, 80 cm hoch, mit ca. 5 cm dicker Terrainplinthe. Sie steht auf einer Holzplatte, an der vorne ein Metall-Schild angebracht ist mit der Inschrift:
1856... 1956 Der Ungeist der nationalsozialistischen Machthaber hat in den dreissiger Jahren die Stadt ihrer Heine-Denkmale beraubt. Einzig dieser plastische Entwurf des Bildhauers Hugo Lederer konnte vor dem Zugriff gerettet werden. Der Senat der Freien und Hansestadt Hamburg hat ihn erworben, in Bronze giessen lassen und am 100.Todestag Heinrich Heines, des grossen Dichters und Vorkämpfers der Geistesfreiheit und der europäischen Verständigung, dem Europa-Kolleg zum Geschenk gemacht. Hamburg, den 17. Februar 1956
Auf der Oberseite der Plinthe hinten rechts ist die Bezeichnung HVGO LEDERER einpunziert; eine Gießermarke ist nicht zu sehen.

## Entstehungsgeschichte
Eine 53 cm hohe Gipsfigur, Hugo Lederers Entwurf zu dem 1933–1943 zerstörten Bronzestandbild von Heinrich Heine im Hamburger Stadtpark, befand sich 1945 in Privatbesitz, während Fotografien davon auf Glasplatten sich im Besitz des Denkmalschutzamtes Hamburg erhalten hatten. Hans-Harder Biermann-Ratjen (FDP), Präses der Kulturbehörde der Stadt Hamburg, wollte zum 100. Todestag des Dichters am 17. Februar 1956 das zerstörte Denkmal rekonstruieren lassen und erkundigte sich deswegen im September 1955 bei Helmut Lederer, dem Sohn des Bildhauers, ob das damalige Gussmodell noch vorhanden sei. Das war diesem nicht bekannt, ebenso wenig wusste er von anderen erhaltenen Modellen von der Hand seines Vaters. Im Oktober/November kam aus dem Hamburger Denkmalschutzamt der Hinweis auf die o. g. Gipsfigur und ihren Besitzer, den Verlagsbuchhändler Leo Schorr in Hamburg. Dieser hatte sie vor dem Zweiten Weltkrieg bei einem Antiquitätenhändler erstanden. Das Hamburger Abendblatt berichtete am 1. Dezember 1955 mit Foto. Die Kulturbehörde kaufte die Figur Mitte Dezember 1955 für 600 DM an, um daraus das ursprüngliche Bronzestandbild wiedererstehen zu lassen. Der Bildhauer Hans Martin Ruwoldt begutachtete im Auftrag der Behörde die Statuette und hielt eine direkte Vergrößerung auf 1,40 m Höhe für durchaus möglich. Aber „er riet dringend davon ab, die Figur an Hand der Skizze nachbilden bzw. ausführen zu lassen. Das würde die originale, großzügige Handschrift Lederers in jedem Falle zerstören. Außerdem erscheint ihm die Vergrößerung auf diese Maße (1.40 m) nicht so wesentlich, als daß sie einen skizzenhaften Charakter nicht vertrüge.“ (Denkmalschutzamt Hamburg, Aktenvermerk von Regierungsdirektor Martin Peters, 13. Januar 1956)
Auf der 18. Sitzung der Deputation der Kulturbehörde am 13. Januar 1956 wurde die Angelegenheit verhandelt und ein (städtisches) neues Heine-Denkmal abgelehnt. Daraufhin beschloss Senator Biermann-Ratjen, einen Bronzeguss nach der kleinen Gipsfigur im Europa-Kolleg aufzustellen. Bürgermeister Kurt Sieveking (CDU) favorisierte einen Bronze-Abguss in gleicher oder doppelter Größe (ca. 80-90 cm Höhe), ebenfalls für das Europa-Kolleg. Den Abguss innerhalb des Rathauses aufzustellen (neben den Standbildern u. a. von Klopstock, Lessing, Brahms, Alfred Lichtwark, Heinrich Hertz und Felix Mendelssohn Bartholdy) wurde für unpassend erachtet. Am 2. Februar 1956 meldete das Hamburger Abendblatt, der Senat (Kultursenator Biermann-Ratjen) wolle dem Europa-Kolleg „eine Bronzestatuette nach dem vor kurzem [am 1. Dezember 1955] vom Hamburger Abendblatt zuerst publizierten Entwurf zum Heine-Denkmal Lederers“ schenken. Bei der Bildgießerei Richard Barth in Berlin-Mariendorf wurden die mechanische Vergrößerung des Gips-Bozzettos auf 80-90 cm Höhe und davon ein Bronzeabguss in Auftrag gegeben, zum Gesamtpreis von 1370 DM laut Kostenvoranschlag vom 8. Februar 1956.
Ende Mai 1956 war die kleine Statue fertig, gelangte aber erst zum Jahresende in das Europa-Kolleg und wurde dort am 15. Februar 1957 enthüllt. Damit war ein besonderes Kuriosum entstanden: ein vom Hamburger Staat gestiftetes Denkmal in Privatbesitz.

## Zeitgenössische Pressestimmen
Kritik kam von Walther Vontin im Hamburger Echo am 4. Februar 1956: „Kein Heine-Denkmal, sondern eine Statuette [...] In der gleichen Pressekonferenz, auf der man von dieser Heine-Feierstunde [zum 100. Todestag am 17.Februar 1956] erfuhr, war auch vom Heine-Denkmal die Rede. Nach den verschiedenen Gerüchten und Vertröstungen der letzten Monate konnten wir die sehr bescheidene Lösung zur Kenntnis nehmen, zu der die langen Beratungen nun geführt haben: Der Senat wird dem Europa-Kolleg in Othmarschen eine winzige Heine-Statuette zum Geschenk machen.[...] Eine kleine Heine-Figur im Flur eines internationalen Studentenhauses, das ist gewiß ein gutes Symbol für die Überwindung des Nationalismus. Für ein Heine-Denkmal aber ist es kein Ersatz, und es ist keine Wiedergutmachung für das geschändete Andenken Heinrich Heines.“
In der Hamburger Volkszeitung wurde am 10. Februar 1956 das Lavieren der Kulturbehörde in Sachen Heine-Gedenken bemängelt. Senator Biermann-Ratjen erläuterte sein Projekt in einer Ansprache auf der Heine-Feierstunde im Schauspielhaus, über die das Hamburger Abendblatt am 18. Februar 1956 berichtete; die Rede ist im Wortlaut in der FDP-Zeitschrift Die Freie Stadt wiedergegeben.
Ein Jahr später war die Angelegenheit schon fast wieder vergessen. Walter Hansemann schrieb am 16. Februar 1957 im Hamburger Abendblatt auf S. 9 (mit Fotografien der Bronze-Statue im Europa-Kolleg sowie des Heine-Standbilds im Stadtpark): „Lederers Heine im Kleinformat wiedererstanden. Anläßlich eines gestern Abend im Europa-Kolleg in Gr.Flottbek gehaltenen Vortrags von Prof.Petriconi über 'Heine als Deutscher und Europäer' ist die (hier rechts im Bild) wiedergegebene kleine Statuette enthüllt worden. Das 'Hamburger Abendblatt' machte vor geraumer Zeit [am 1. Dezember 1955] auf das Vorhandensein dieser Plastik, einer Vorarbeit des Bildhauers Hugo Lederer zu seinem einst im Stadtpark aufgestellten Denkmal, aufmerksam. Die kleinformatige 'Skizze' hat nun in einem Abguß zur 'Europäischen Woche' im Europa-Kolleg Aufstellung gefunden.- Das Denkmal (links), bei dessen Einweihung vor nun mehr als einem Vierteljahrhundert noch Alfred Kerr eine schöne Huldigung an den Dichter gesprochen hatte, ist während der NS-Zeit mit so vielen anderen Kunstwerken vernichtet worden.“

### Künstlerische Bewertung
Die Vergrößerung der „in ihrer Originalgröße [...] sehr reizvoll[en]“ Gipsfigur ist nicht ganz geglückt: die Gesichtspartie gibt leider die von Lederer skizzierte Physiognomie nur unbeholfen wieder, die Nase ist eingedrückt.